# Мба, Чигози Эммануэль
Чигози Эммануэль Мба (англ. Chigozie Emmanuel Mbah; 18 сентября 1997 года, Нигерия) — нигерийский футболист, играющий на позиции полузащитника. Ныне выступает за словацкий клуб «Жилина».

## Клубная карьера
Чигози появился на футбольном горизонте только в 2016 году. Родившийся и проводивший своё футбольное детство в Нигерии, он объявился в Англии, где пытался трудоустроиться в одну из низших лиг, а затем приехал на просмотр в словацкую «Жилину», которая рискнула и решила пригласить игрока. Начиная с зимы 2016 года, Чигози — игрок второй команды, который проводил тренировки с основной.
26 февраля 2016 года он дебютировал в чемпионате Словакии в поединке против Скалицы, выйдя в стартовым составе и будучи заменённым после перерыва. Всего в своём первом сезоне провёл пять встреч, ни разу не отличившись.